# Jakowlew Jak-4
Die Jakowlew Jak-4 (russisch Яковлев Як-4, auch: BB-22, ББ-2) war ein sowjetisches leichtes Bomben- und Aufklärungsflugzeug des Zweiten Weltkrieges.

## Entwicklung
Alexander Jakowlew entwickelte die Jak-4 am Ende der 1930er-Jahre als schnellen Fotoaufklärer AIR-22. Der Erstflug fand am 22. Februar 1939 mit dem Piloten Julian Piontkowski statt. Nach der Beendigung der Flugerprobung wurde beschlossen, diesen Flugzeugtyp zum leichten Bomber umzubauen. Die Änderungen, die insbesondere den Einbau eines Bombenschachtes und zweier Maschinengewehre betrafen, wurden vom KB-70 durchgeführt und waren am 31. Dezember 1939 abgeschlossen. Der Prototyp der Jak-2 erhielt zwei V12-Motoren M-103 und flog erstmals am 22. Februar 1940. Die Triebwerksleistung stellte sich jedoch als unzureichend heraus und so wurde die Jak-2 nur in einigen Exemplaren gebaut. Stattdessen wurden an diesem Modell einige Änderungen vorgenommen; es wurden zwei stärkere M-105R-Motoren eingebaut. Diese Maschine erhielt die Bezeichnung Jak-4 und wurde in den Werken Nr. 1 in Moskau und Nr. 166 in Omsk vom Herbst 1940 bis Ende 1941 in einer Stückzahl von etwa 100 gebaut.
Die ursprüngliche offizielle Bezeichnung BB-22 (Ближний бомбардировщик=Blischnij bombardirowstschik, Nahbombenflugzeug) wurde nur bis Ende 1940 verwendet und galt sowohl für die Jak-2 als auch die Jak-4.
Bei Beginn des Überfalls auf die Sowjetunion erlitten die Jak-4-Bomberstaffeln schwere Verluste, so dass die verbliebenen Flugzeuge nur noch als Aufklärer oder Verbindungsflieger genutzt wurden. Die entstandene Lücke wurde von der erfolgreichen Petljakow Pe-2 geschlossen.

## Technische Beschreibung
Die Jak-4 war ein zweisitziger Tiefdecker in gemischter Holz-Metall-Bauweise. Das Rumpfgerüst bestand im hinteren Bereich aus Stahlrohr und im vorderen aus Holz. Der Rumpfbug war mit Blech verkleidet, der Rest mit Stoff bespannt. Das Rumpfmittelstück beinhaltete den Bombenschacht für vier 50-kg-Bomben, weitere Bomben konnten an Außenaufhängungen unter den Tragflächen mitgeführt werden. Das Tragwerk war vollständig aus Holz gefertigt und mit Sperrholz beplankt. Das Leitwerk bestand aus zwei am Höhenruder befestigten Seitenleitwerkscheiben aus Aluminium mit Stoffbespannung. Die doppelt bereiften Haupträder fuhren nach hinten in die lang ausgezogenen Triebwerksgondeln ein; die Räder wurden dabei halb versenkt. Das Heckrad war ebenfalls einziehbar. Im Winter konnte die Jak-4 mit Schneekufen ausgerüstet werden.

## Militärische Nutzer
SowjetunionLuftstreitkräfte der Sowjetunion

## Technische Daten

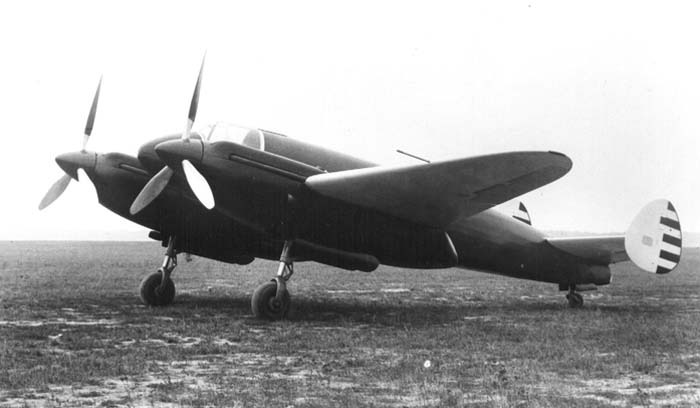
Jak-2

Dreiseitenriss der Jak-2

| Kenngröße             | Jak-2 | Jak-4 |
| --------------------- | --- | --- |
| Besatzung             | 2 (Pilot, Beobachter/Bombenschütze) | 2 (Pilot, Beobachter/Bombenschütze) |
| Länge                 | 9,34 m | 10,18 m |
| Spannweite            | 14,00 m | 14,00 m |
| Höhe                  | 3,60 m | 3,10 m |
| Flügelfläche          | 29,40 m² | 29,40 m² |
| Flügelstreckung       | 6,7 | 6,7 |
| Leermasse             | 3.796 kg | 4.000 kg |
| Startmasse            | 5.123 kg | maximal 6.115 kg |
| Triebwerke            | zwei flüssigkeitsgekühlte 12-Zylinder-V-Motoren Klimow M-103                                                                                    | zwei flüssigkeitsgekühlte 12-Zylinder-V-Motoren Klimow M-105R                                                                                   |
| Leistung              | je 706 kW (960 PS) | je 809 kW (1.100 PS) |
| Höchstgeschwindigkeit | 567 km/h in 5.000 m Höhe | 399 km/h in Bodennähe 533 km/h in 5.050 m Höhe                                                                                                  |
| Dienstgipfelhöhe      | 10.800 m | 9.700 m |
| Reichweite            | maximal 880 km | maximal 740 km |
| Bewaffnung            | ein starres 7,62-mm-MG SchKAS im Rumpfbug ein bewegliches 7,62-mm-MG SchKAS nach hinten feuernd 400 bis maximal 800 kg Bomben intern und extern | ein starres 7,62-mm-MG SchKAS im Rumpfbug ein bewegliches 7,62-mm-MG SchKAS nach hinten feuernd 400 bis maximal 800 kg Bomben intern und extern |